# Джак Чарлтън
Джон „Джак“ Чарлтън (на английски: John „Jack“ Charlton) е английски футболист и треньор, играл на поста полузащитник. Като национал на Англия става световен шампион на първенството през 1966 г. в Англия и бронзов медалист на Евро 1968 в Италия, а като футболист на Лийдс (където прекарва цялата си кариера) печели по веднъж всички домашни турнири, както и два пъти Купата на панаирните градове. Още през първата си година като треньор печели наградата за треньор на годината. По-късно, през 1990 г., като наставник на Ирландия извежда тима до първото му участие на световно първенство, където ирландците стигат до четвъртфинал. Офицер на Ордена на Британската империя и член на Английската футболна зала на славата. През 2006 г. е избран от феновете в идеалния отбор на Лийдс за всички времена. Джак е по-голям брат на една от легендите на Манчестър Юнайтед Боби Чарлтън.

## Клубна кариера
Въпреки че произлиза от футболно семейство – освен брат му Боби, професионално с този спорт се занимават и техните чичовци Джак Милбърн (Лийдс и Брадфорд Сити), Джордж Милбърн (Лийдс и Честърфийлд), Джим Милбърн (Лийдс и Брадфорд Парк Авеню) и Стан Милбърн (Честърфийлд, Лестър и Рочдейл), а братовчед на майка им е една от легендите на Нюкасъл Джеки Милбърн, Джак Чарлтън отхвърля поканата за проби в Лийдс и започва работа като миньор в мината, в която работи и баща му. Тежката работа обаче не му се нрави и скоро след това напуска и решава да кандидатства за работа в полицията и все пак да приеме поканата за проби в Лийдс. Тъй като приятелският мач на Лийдс, в който трябва да играе, съвпада като време с интервюто в полицията, той избира да играе в мача и впоследствие е одобрен и приет в школата на тима.
След като преминава през младежкия, третия и дублиращия отбор, в края на април 1953 г. Чарлтън дебютира за първия отбор на Лийдс в последния мач от сезона във Втора английска дивизия. На разбора преди мача не получава персонални указания какво се очаква от него и затова пита треньора Рейч Картър каква му е задачата, а Картър отговаря „Провери колко бързо може да куца централният им нападател“. През следващите две години Чарлтън отбива военната си служба в Придворната кавалерия, като през това време изиграва само още един мач за Лийдс. През септември 1955 г. се завръща в отбора и се превръща в титуляр, допринасяйки за класирането на второ място и спечелването на промоция за Първа английска дивизия. По средата на следващия сезон губи титулярното си място, отчасти и заради навика да купонясва до ранни зори. През сезон 1957/58 обаче печели обратно титулярното място и променя начина си на живот след сватбата си с Пат Кемп в началото на 1958 г. През 1960 г. Лийдс изпада във втора дивизия и през следващите два сезона завършва в дъното на класирането. Новият треньор и бивш съотборник на Чарлтън Дон Реви го пробва като нападател, но по-късно го връща в полузащитата. Чарлтън не е особено очарован от факта, че играе в отбор без амбиции, докато в същото време брат му Боби е една от звездите на Манчестър Юнайтед и това си личи по поведението му. Реви е готов да го продаде, но първо треньорът на Ливърпул Бил Шенкли отказва да плати 30000 лири за него, а треньорът на Манчестър Юнайтед Мат Бъзби, който принципно е съгласен с офертата, решава на вземе на проби по-млад полузащитник. По време на тези преговори Чарлтън отказва да подпише нов договор с Лийдс, но ядосан от нерешителността на Бъзби преподписва и обещава на Реви по-професионално отношение от своя страна. За сезон 1962/63 Реви прави множество промени в отбора, давайки път на по-млади и нови играчи като Норман Хънтър, Джони Джайлс, Били Бремнър, Питър Лоримър и др., а Чарлтън се превръща в един от стълбовете в отбрана, получавайки от треньора свободата да организира защитната линия на тима. Лийдс значително подобрява представянето си и завършва на пето място, а през 1964 г. печели шампионата на втора дивизия и промоция за елита.
Това е началото на един много успешен за отбора период от десетина години, в който той за първи път в историята си успява трайно да се превърне в един от водещите тимове не само в Англия, но и в евротурнирите. Успехите обаче идват с цената на репутацията на отбор, който играе твърдо и дори грубо и в автобиографията си Чарлтън признава, че начинът, по който са постигнати те, го кара да се чувства неудобно. През сезон 1964/65 Лийдс записва серия от 25 мача без загуба, а борбата за титлата с Манчестър Юнайтед е ожесточена. В последния кръг Лийдс се нуждае от победа срещу Бирмингам, но стига само до 3:3 с изравнителен гол на Джак Чарлтън и остава на второ място заради по-лошото си голово съотношение. Същата година тимът губи и финала за ФА Къп срещу Ливърпул. През следващия сезон Лийдс отново завършва на второ място и прави забележителен дебют в евротурнирите, стигайки до полуфинал за Купата на панаирните градове, загубен от Реал Сарагоса след допълнителен трети мач. Чарлтън отбелязва победния гол във втория (2:1) и почетния гол при загубата с 3:1 в допълнителния мач. По-рано, в първия мач от третия кръг срещу Валенсия, играчите на Лийдс изпитват на свой гръб грубата игра на противника, а четвърт час преди края инцидент с участието на Чарлтън води до влизането на полиция на терена и прекъсване на мача за над десет минути. Чарлтън се включва в една от атаките на своя тим, но при борбата за позиция първо е ритнат, а после ударен с юмрук, след което разярен започва да преследва своя опонент по целия терен (без да успее да го удари), а голяма част от играчите на двата отбора заформят меле. Чарлтън и един играч на Валенсия са изгонени от игра, а впоследствие Футболната асоциация провежда разследване и наказва англичанина с 20 лири, въпреки че съдията на мача заявява в негова защита, че не той е виновен за инцидента. През сезон 1966/67 Лийдс финишира на четвърто място в първенството, стига полуфинал за ФА Къп и финал за Купата на панаирните градове, където губи с общ резултат 2:0 от Динамо Загреб. През 1967 г. Джак Чарлтън печели наградата за Футболист на годината в Англия, като любопитното е, че предишната година за такъв е избран брат му Боби. През 1968 г. Юнайтед печели Купата на панаирните градове, надделявайки над Ференцварош с общ резултат 1:0, а Чарлтън отбелязва един гол при равенството с Хибърниън в третия кръг. Лийдс печели и Купата на лигата след победа с 1:0 над Арсенал. През този сезон Чарлтън измисля хитър трик, когато неговият отбор изпълнява корнер – той застава на голлинията пред вратаря, а когато топката е центрирана, се позиционира така, че да попречи или дори да направи невъзможно за вратаря да излезе и хване топката – тази тактика води до няколко гола в полза на Лийдс и поражда ожесточени спорове в медиите и между феновете, като преобладаващото мнение е, че Чарлтън формално не нарушава правилата, но действията му не са в духа на играта. Чарлтън сам се отказва от нея, когато в един мач срещу Евъртън вратарят Гордън Уест от своя страна застава зад далечната греда и след изпълнението на корнера със засилка скача и боксира топката точно преди тя да стигне до Джак, който очаква да вкара лесен гол на празна врата, като при това забива коленете си в гърба на Чарлтън. След няколко поредни опита, в които стига близо до целта, през 1969 г. Лийдс печели шампионската титла за първи път в историята си. Следващият сезон започва отлично за Лийдс и Чарлтън – тимът печели Чарити Шийлд след победа с 2:1 над Манчестър Сити и победен гол на Джак. „Белите“ имат реален шанс за спечелване на още три трофея, но се проваля и в трите. Първо Евъртън натрупва солидна преднина и печели предсрочно шампионската титла. За КЕШ Лийдс отпада на полуфинал от Селтик с общ резултат 3:1, като в предишните кръгове водената от Чарлтън защита не допуска нито един гол. Най-близко до триумф Юнайтед е в турнира за ФА Къп, но в първия мач срещу Челси завършва 2:2 (първият гол е дело на Джак) и губи преиграването с 2:1, като изравнителният гол за Челси десетина минути преди края на мача идва след като Чарлтън изоставя нападателя, който трябва да пази, за да преследва да отмъсти на друг играч, който малко преди това го е изритал. Рано през сезон 1970/71 Чарлтън се забърква в скандал, заявявайки в телевизионно предаване, че имал малко черно тефтерче, в което записвал имената на играчите, които искал да фаулира за отмъщение. Футболната асоциация започва разследване, но го намира за невинен. Джак признава, че никога не е притежавал такова тефтерче, но наум си водел списък с играчи, които в миналото са го фаулирали грубо и срещу които имал намерение при удобна възможност да играе твърдо, но в рамките на правилата. През този сезон Лийдс за пореден път остава на второ място, този път на точка зад Арсенал, но за сметка на това триумфира в последното издание на Купата на панаирните градове преди да бъде заменена от Купата на УЕФА. Чарлтън вкарва общо три гола на Сарпсборг и Спарта Прага, а на финала „Белите“ надделяват над Ювентус с общ резултат 3:3 и повече голове на чужд терен. Като последен носител на трофея Лийдс има шанса да остави купата завинаги в свое притежание, но губи с 2:1 специалния плейоф срещу Барселона, победител в първото издание. През 1972 г. отново по драматичен начин Лийдс остава на крачка от титлата, губейки от Улвърхамптън в последния кръг, като по този начин изостава на точка от Дарби Каунти. Все пак Юнайтед имат повод за радост, защото печелят първата в историята си ФА Къп, а с нея Джак Чарлтън попълва колекцията си от титли на домашната сцена. През следващия сезон заради контузия на полуфинала на ФА Къп той изиграва едва 25 мача във всички турнири, а след като не успява да се възстанови за финала срещу Съндърланд, обявява края на кариерата си.

## Кариера в националния отбор
За националния отбор Чарлтън дебютира късно – по-малко от месец преди тридесетия си рожден ден, на 10 април 1965 г. срещу Шотландия (2:2). Треньорът Алф Рамзи решава да го налага като титуляр, защото с по-консервативния си стил на игра може да покрива грешките на по-техничния от него Боби Мур. Така Чарлтън играе като титуляр в 15 от всичките 16 мача от дебюта си до началото на Световното първенство през 1966 г. На самото първенство Джак играе във всичките шест мача на Англия, като през целия турнира защитата, водена от Чарлтън и Мур допуска първия гол чак осем минути преди края на полуфинала срещу Португалия (от дузпа, след като Чарлтън задържа с ръка Хосе Аугусто Торес), а във финала срещу Западна Германия – още два. В този мач Англия води с 2:1 до 89-ата минута, когато Джак натиска Уве Зелер в борба за една висока топка, а при разбъркването в наказателното поле, последвало изпълнението на пряк свободния удар, германците изравняват. С два гола на Джеф Хърст в продълженията (един от тях известен като най-спорният гол в историята) обаче Англия печели първенството. В годините след първенството с напредване на възрастта на Чарлтън, той пропуска мачове на националния отбор – някои заради дребни контузии, а част от приятелските мачове отбягва, за да се пази за важни мачове на Лийдс. На Европейското първенство през 1968 г. Чарлтън остава неизползвана резерва. На Световното първенство през 1970 г. Джак участва само в последния мач на отбора в груповата фаза срещу Чехословакия, а на връщане от Мексико моли треньора Рамзи повече да не го вика в националния отбор. Той обаче не събира достатчно кураж и не успява да каже дори едно пълно изречение – „Прекрасни времена... голяма чест... остарявам... ставам по-бавен... не знам дали съм в състояние... време да се откажа...“, Рамзи го изслушва и казва само „Да, аз също стигнах до този извод.“

## Треньорска кариера
На своя 38-и рожден ден Чарлтън получава предложение да стане треньор а втородивизионния Мидълзбро. Той отказва да се яви на интервю за позицията и вместо това представя на ръководството съставен от него списък на задълженията, които очаква да поеме и които всъщност биха му дали пълен контрол върху управлението на отбора. Както и до края на треньорската си кариера, Чарлтън отказва да подпише договор, разчитайки вместо това на мъжката дума, освен това приема годишна заплата от 10000 лири, въпреки че ръководството е готово да му плаща повече, а в замяна на това изискванията му са да не бъде освобождаван от отбора през следващите четири години, когато сам ще напусне, ръководството да не се меси в спортно-техническите въпроси, както и три свободни дни седмично, през които да ходи за риба и на стрелба. Преди сезон 1973/74 той привлича само един нов играч, а на някои от старите променя позициите. Мидълзбро си осигурява промоция в Първа английска дивизия седем кръга преди края. Виждайки, че нещата отиват към предсрочно спечелване на първенството, той казва на играчите си да играят за равен като гост на Лутън Таун, за да могат да спечелят титлата следващия кръг на свой терен, но те не изпълняват нарежданията му и триумфират още в този мач. След последния кръг Мидълзбро има преднина от цели 15 точки именно пред Лутън Таун, а по това време за победа все още се присъждат само две. Доминацията на тима се подчертава и от факта, че разликата между третия Карлайл Юнайтед и двадесетия и изпадащ Кристъл Палас също е 15 точки. Това постижение му носи наградата за треньор на годината в Англия, като това е първият случай, в който тя се присъжда на треньор на втородивизионен отбор. През следващия сезон Чарлтън продължава с промените в отбора като разформирова националната скаутска мрежа и започва да следи само местни таланти. Въпреки че тимът се подсилва само с един нов играч – Тери Купър, бивш съотборник на Чарлтън в Лийдс, той се представя доста добре в шампионата и завършва на седмо място, а изравнителен гол на Дарби Каунти в последните секунди на последния мач за сезона лишават Мидълзбро от класиране на четвърто място и участие в турнира за Купата на УЕФА. През следващата кампания конкурентите успяват да се нагодят към нападателната тактика на Мидълзбро и отборът финишира едва на 13-о място, но печели първото издание на Англо-шотландската купа след победа с общ резултат 1:0 над Фулъм, а в турнира за Купата на Лигата отпада на полуфинал от Манчестър Сити. През юли 1976 г. бордът на директорите взима решение да уволни Чарлтън, опасявайки се от това, че той започва да престъпва правомощията си, сключвайки бизнес сделки от името на клуба и избирайки дизайна на екипите. Президентът на отбора обаче надделява над това решение. След края на следващия сезон, в който Мидилзбро завършва 12-и, Чарлтън сам напуска – изминали са четирите години, които той смята за достатъчни една група от играчи да достигне върха си. По-късно обаче той съжалява за това свое решение, споделяйки, че ако е бил останал и подписал с двама нови играча е щял да успее да изведе тима до шампионската титла.
През лятото на 1977 г., след като Дон Реви подава оставка и Футболната асоциация изключва Браян Клъф като възможен негов наследник, Чарлтън кандидатсва за поста на старши треньор на националния отбор на Англия. След като обаче не получава отговор на своята кандидатура, той се зарича никога повече да не проявява сам инициатива в търсенето на нов отбор, а да чака да бъде потърсен. През октомври същата година застава начело на Шефилд Уензди, който по това време е в дъното на тогавашната Трета дивизия и успява да го спаси от изпадане, завършвайки на 14-о място. През сезон 1978/79 тимът отново е 14-и, но постига завидно постижение във ФА Къп, където в третия кръг бъдещият носител на купата Арсенал успява да отстрани третодивизионния тим след цели четири преигравания – или общо пет мача, което е споделен рекорд в основната фаза на турнира и рекорд, що се отнася до срещи между отбори от първа по-ниска от втора дивизия. През 1980 г. обаче Чарлтън извежда отбора до третото място и промоция във Втора дивизия. Следващият сезон Шефилд Уензди завършва на комфорното десето място, а през 1982 г. – на четвърто, само на точка от третото място, даващо право на промоция в Първа дивизия. Любопитното в случая е, че този сезон е първият, в който се присъждат по три точки за победа, а по старите правила тимът щеше да завърши на заветното трето място. През първата половина на сезон 1982/83 отборът се представя добре и по Коледа е водач в класирането, но късата резервна скамейка и доброто, но изтощително представяне във ФА Къп (полуфинал) и Купата на Лигата (четвъртфинал) оказват своето влияние и в края на първенството Уензди финишира едва на шесто място. През месец май 1983 г. Чарлтън обявява решението си да подаде оставка и напуска, въпреки молбите на ръководството да остане.
Той остава без работа до март 1984 г., когато отново поема застрашения от изпадане Мидълзбро до края на сезона. Той прави това като услуга на президента на отбора с когото са добри приятели, и отказва да получава заплата, а само пари, с които да покрива разходите си. Чарлтън успява да спаси Мидълзбро, завършвайки на 17-о място, на 7 точки от зоната на изпадащите. През юни същата година братовчед му Джеки Милбърн, легенда на Нюкасъл, го убеждава да стане треньор на отбора. Тимът тъкмо е спечелил промоция в Първа дивизия, но не разполага с достатъчно средства за достатъчно нови попълнения, а звездата на отбора Кевин Кигън обявява, че се отказва от футбола. Свраките завършват на сигурното 14-о място през първия си сезон в елита от шест години насам, а в края на сезона под ръководството на Чарлтън дебют в професионалния футбол записва Пол Гаскойн. Престоят на Чарлтън в Нюкасъл е кратък, защото по време на подготовката за следващия сезон той подава оставка, след като част от привържениците на отбора започват да настояват за това, тъй като не успява да привлече Ерик Гейтс.
В началото на 1986 г. Чарлтън става първият чужденец треньор на националния отбор на Ирландия. През месец май Ирландия печели тристранен приятелски турнир след победи срещу националния отбор на Исландия и националния отбор на Чехословакия. По това време Чарлтън налага традиционната британска система 4-4-2 и налага на играчите да пресират противниковите защитници, за да ги принуждават да допускат грешки. Тактиката дава резултат в квалификациите за Евро 1988 и Ирландия за първи път в историята си се класира на европейско първенство, макар това и да не става без чужда помощ – гол на националния отбор на Шотландия четири минути преди края на мача срещу националния отбор на България, без който именно България щеше да завърши на първо място в квалификационната група. В мачовете помежду си България побеждава като домакин с 2:1, но губи гостуването с 2:0 в мач, определян от Чарлтън като един от най-важните за футболната му философия и като една от десетте най-важни победи в историята на ирландския национален отбор. Европейското започва добре за ирландците и след победа с 1:0 над Англия и равенство 1:1 със СССР и има нужда само от равенство срещу Холандия, за да продължи на полуфинал. Идеята на Чарлтън е отборът да играе именно за равенство и вратарят на тима Патрик Бонър да бави играта, но това не се харесва на съдията Хорст Брумайер и след негово предупреждение Бонър спира опитите да печели време. В крайна сметка холандците измъкват победата с гол осем минути преди края на мача и с това приключва първото участие на Ирландия на голям футболен форум. С това обаче не свършва доброто представяне на ирландците под ръководството на Чарлтън. Те се класират на първото си световно първенство, след като завършват на точка зад Испания в квалификационната си група, записвайки пет победи, две равенства и една загуба, като петте победи идват в последните пет мача. Подобно на предишното европейско първенство, и на Световното първенство през 1990 г. Ирландия попада в група с Англия и Холандия, а четвъртият отбор е Египет. Ирландия завършва наравно и в трите си мача, както прави и Холандия (тази група изравнява рекорда за най-много равенства в предварителна група на световно първенство – общо пет, като само Англия успява да спечели един мач). И двата тима събират достатъчно точки, за да продължат напред, а жребий определя Ирландия да заеме второто място в групата. На осминафинала Ирландия надделява над Румъния с 5:4 след изпълнение на дузпи, а на четвъртфинала губи от домакина Италия с 1:0. Чарлтън не успява да класира отбора за трето поред голямо първенство, след като този път късен гол в решаващ мач пада в техен ущърб и така остават на второ място в квалификационната си група за сметка на Англия. Ирландците се класират на Световното първенство през 1994 г., след като завършват на второ място в квалификационната си група с еднакъв брой точки и голова разлика с третия Дания, но с повече отбелязани голове. В първия си мач на първенството Ирландия печели с 1:0 срещу Италия, но губи с 2:1 срещу Мексико във втория. И в двата мача Чарлтън не успява да сдържи нервите си – срещу Италия, защото представители на ФИФА не му разрешават да подаде бутилки вода на играчите си по време на двубоя, а срещу Норвегия, защото при една смяна четвъртият съдия няколко минути не позволява Джон Олдридж да влезе в игра, въпреки че ирландски футболист вече е напуснал терена – това се случва защото длъжностно лице на ФИФА взима листа, на който е отбелязана смяната и не го дава на четвъртия съдия. Чарлтън е наказан да не присъства на скамейката по време на третия мач срещу Норвегия, а нулевото равенство в тази среща класира Ирландия на осминафинал, където губи с 2:0 от Холандия. За заслугите си става почетен гражданин на Дъблин, като той е първият англичанин с тази титла от 1854 г. насам.
Квалификационният цикъл за Евро 1996 започва добре с четири победи и едно равенство в първите пет мача. Следва обаче изненадващо равенство срещу Лихтенщайн, а след него само още една победа в оставащите четири мача. Така Ирландия остава на второ място в групата, с най-слаби показатели в сравнение с останалите втори отбори в квалификациите. Заради това се налага да играе бараж с предпоследния – Холандия, в който губи с 2:0 и пропуска първенството. След това Чарлтън подава оставка и прекратява треньорската си кариера.

## Успехи
Като футболист
 Лийдс
- Първа английска дивизия:
  - Шампион (1): 1969
  - Вицешампион (5): 1965, 1966, 1970, 1971, 1972
- Втора английска дивизия:
  - Шампион (1): 1964
  - Вицешампион (1): 1956
- ФА Къп:
  - Носител (1): 1972
  - Финалист (2): 1965, 1970
- Купа на Лигата:
  - Носител (1): 1968
- Чарити Шийлд:
  - Носител (1): 1969
- Купа на панаирните градове:
  - Носител (2): 1968, 1971
  - Финалист (1): 1967

 Англия
- Световно първенство по футбол:
  - Шампион (1): 1966
- Европейско първенство по футбол:
  - Трето място (1): 1968
- Домашно първенство на Великобритания:
  - Шампион (4): 1965, 1966, 1968, 1969
  - Вицешампион (1): 1967

Като треньор
 Мидълзбро
- Втора английска дивизия:
  - Шампион (1): 1974
- Англо-шотландска купа:
  - Носител (1): 1976

Индивидуални отличия
- Футболист на годината в Англия: 1967
- Треньор на годината в Англия: 1974
- Филипс Спортен мениджър на годината: 1987, 1988, 1989, 1993
- Офицер на Ордена на Британската империя: 1974
- Член на Английската футболна зала на славата: 2005